# Arthur Borms
Arthur Ludovicus Borms (Sint-Amands, 7 september 1890 – Bornem, 1 juni 1952) was een Belgisch politicus voor de De Nieuwe Roos en vervolgens de CVP.

## Levensloop
Hij was actief binnen het ACV en werd politiek actief bij de lokale verkiezingen van 1928 op de kieslijst De Nieuwe Roos waarop o.a. ook VNV-ers Emiel Roelants en Nest Van Achter kandideerden. Hij werd vervolgens verkozen als gemeenteraadslid en trad met De Nieuwe Roos toe tot de minderheidscoalitie van burgemeester René Van Lint in 1933. 
Tijdens de Tweede Wereldoorlog werd hij actief in de lokale weerstandsbeweging waarin o.a. ook Walter De Maeyer actief was. Na de Tweede Wereldoorlog richtte ze een bevrijdingscomité op en arresteerden - tijdens de repressie - in die hoedanigheid o.a. oorlogsburgemeester Emiel Roelants en schepen Merckx. Vervolgens werd Borms aangesteld als burgemeester, een mandaat dat hij zou uitoefenen tot 1947.